# Roy Emerson

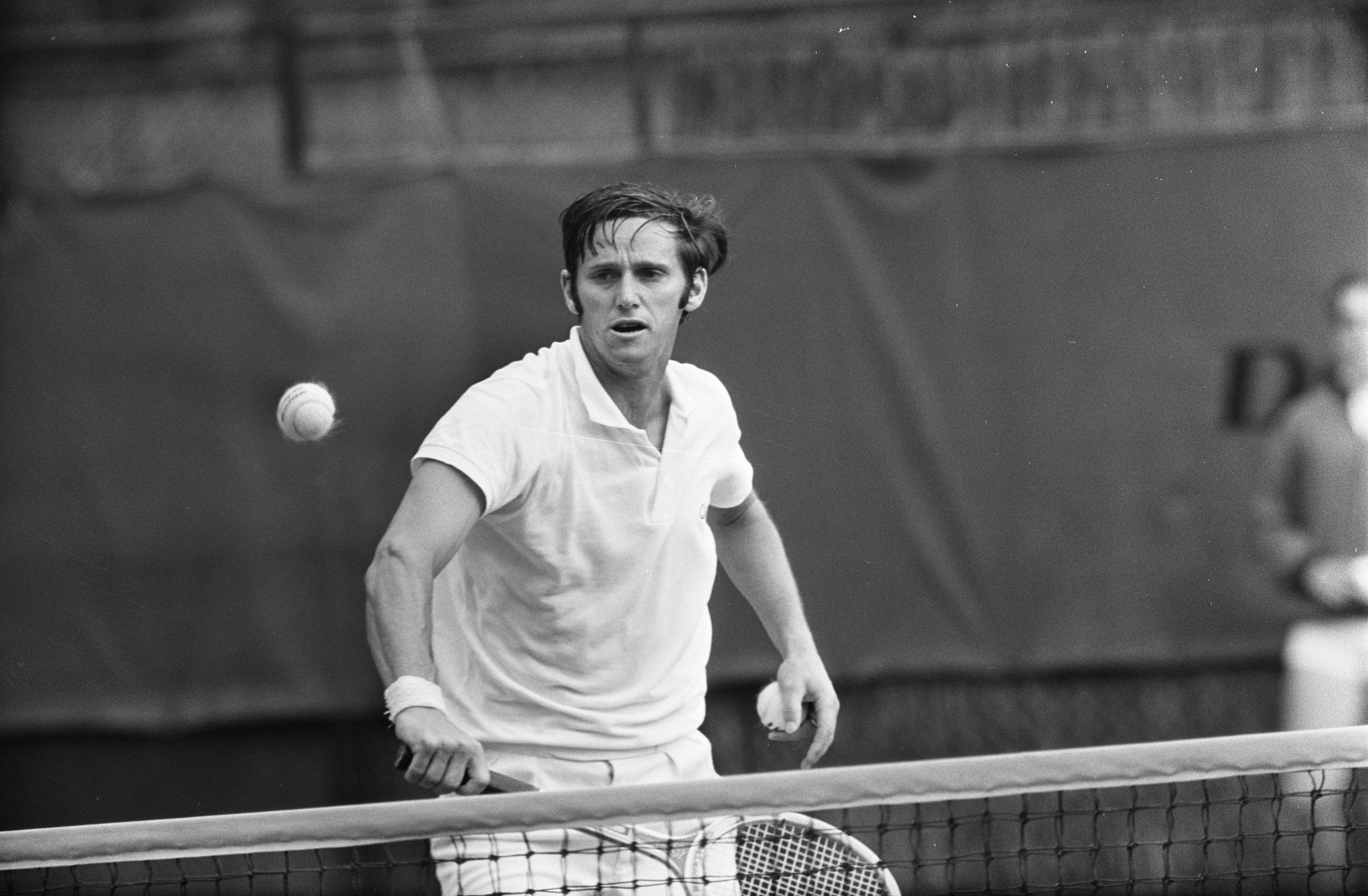
Roy Emerson en 1969.

Roy Stanley Emerson (Blackbutt, Queensland; 3 de noviembre de 1936) es un exjugador de tenis australiano, que fue el mayor exponente del tenis amateur durante los años 1960. En su carrera conquistó 12 títulos de Grand Slam en individuales y 16 en dobles, totalizando un récord histórico de 28 Grand Slam conseguidos, que se mantiene hasta la actualidad. Sus 12 conquistas en individuales fueron récord durante 33 años; desde 1967 hasta que fue superado en el año 2000 por Pete Sampras, en 2008 por Roger Federer, en 2013 por Rafael Nadal y por Novak Djokovic en 2018. Es el único jugador de la historia en conquistar los 4 Grand Slam tanto en individuales como en dobles.
Su consideración por parte de los especialistas entre los mejores tenistas de la historia siempre se vio eclipsada por el hecho de que en sus tiempos de jugador, amateurs y profesionales no competían juntos y el circuito profesional siempre tuvo un nivel superior al amateur, a pesar de que los torneos más tradicionales e importantes (los Grand Slam) estaban reservados para amateurs.
Finalmente, es el jugador con más títulos de Copa Davis (8). Del mismo modo, es el jugador con más títulos consecutivos (5) del Abierto de Australia.

## Torneos del Grand Slam

### Individuales (12)

#### Títulos
| Año  | Torneo                            | Oponente en la final | Resultado           |
| ---- | --------------------------------- | -------------------- | ------------------- |
| 1961 | Campeonato Australiano            | Rod Laver            | 1-6 6-3 7-5 6-4     |
| 1961 | US National Singles Championships | Rod Laver            | 7-5 6-3 6-2         |
| 1963 | Campeonato Australiano            | Ken Fletcher         | 6-3 6-3 6-1         |
| 1963 | Campeonato Francés                | Pierre Darmon        | 3-6 6-1 6-4 6-4     |
| 1964 | Campeonato Australiano            | Fred Stolle          | 3-6 4-6 2-6         |
| 1964 | Wimbledon                         | Fred Stolle          | 6-1 12-10 4-6 6-3   |
| 1964 | US National Singles Championships | Fred Stolle          | 6-4 6-2 6-4         |
| 1965 | Campeonato Australiano            | Fred Stolle          | 7-9 2-6 6-4 7-5 6-1 |
| 1965 | Wimbledon                         | Fred Stolle          | 6-2 6-4 6-4         |
| 1966 | Campeonato Australiano            | Arthur Ashe          | 6-4 6-8 6-2 6-3     |
| 1967 | Campeonato Australiano            | Arthur Ashe          | 6-4 6-1 6-4         |
| 1967 | Campeonato Francés                | Tony Roche           | 6-1 6-4 2-6 6-2     |

#### Finalista (3)
| Año  | Torneo                            | Oponente en la final | Resultado           |
| ---- | --------------------------------- | -------------------- | ------------------- |
| 1962 | Campeonato Australiano            | Rod Laver            | 6-8 6-0 4-6 4-6     |
| 1962 | Campeonato Francés                | Rod Laver            | 6-3 6-2 3-6 7-9 2-6 |
| 1962 | US National Singles Championships | Rod Laver            | 2-6 4-6 7-5 4-6     |

### Dobles (16)

#### Títulos
| Año  | Torneo                            | Pareja         | Oponentes en la final             | Resultado               |
| ---- | --------------------------------- | -------------- | --------------------------------- | ----------------------- |
| 1959 | Wimbledon                         | Neale Fraser   | Rod Laver Robert Mark             | 8-6 6-3 14-16 9-7       |
| 1959 | US National Doubles Championships | Neale Fraser   | Alex Olmedo Earl Buchholz         | 3-6 6-3 5-7 6-4 7-5     |
| 1960 | Campeonato Francés                | Neale Fraser   | Nicola Pietrangeli Orlando Sirola | 3-6 2-6 12-14           |
| 1960 | US National Doubles Championships | Neale Fraser   | Rod Laver Robert Mark             | 9-7 6-2 6-4             |
| 1961 | Campeonato Francés                | Rod Laver      | Robert Howe Robert Mark           | 3-6 6-1 6-1 6-4         |
| 1961 | Wimbledon                         | Neale Fraser   | Bob Hewitt Fred Stolle            | 8-6 6-3 14-16 9-7       |
| 1962 | Campeonato Australiano            | Neale Fraser   | José Luis Arilla Andrés Gimeno    | 6-2 8-10 7-5 6-4        |
| 1962 | Campeonato Francés                | Neale Fraser   | Wilhelm Bungert Christian Kuhnke  | 6-3 6-4                 |
| 1963 | Campeonato Francés                | Manuel Santana | Gordon Forbes Abe Segal           | 6-2 6-4 6-4             |
| 1964 | Campeonato Francés                | Ken Fletcher   | John Newcombe Tony Roche          | 6-3 6-4                 |
| 1965 | Campeonato Francés                | Fred Stolle    | Ken Fletcher Bob Hewitt           | 6-8 6-3 8-6 6-2         |
| 1965 | US National Doubles Championships | Fred Stolle    | Frank Froehling Charles Pasarell  | 6-4 10-12 7-5 6-3       |
| 1966 | Campeonato Australiano            | Fred Stolle    | John Newcombe Tony Roche          | 7-9 6-3 6-8 14-12 12-10 |
| 1966 | US National Doubles Championships | Fred Stolle    | Clark Graebner Dennis Ralston     | 6-4 6-4 6-4             |
| 1969 | Abierto de Australia              | Rod Laver      | Ken Rosewall Fred Stolle          | 6-4 6-4                 |
| 1971 | Wimbledon                         | Rod Laver      | Arthur Ashe Dennis Ralston        | 4-6 9-7 6-8 6-4 6-4     |

#### Finalista (12)
| Año  | Torneo                 | Pareja         | Oponentes en la final             | Resultado             |
| ---- | ---------------------- | -------------- | --------------------------------- | --------------------- |
| 1958 | Campeonato Australiano | Robert Mark    | Ashley Cooper Neale Fraser        | 5-7 8-6 6-3 3-6 5-7   |
| 1959 | Campeonato Francés     | Neale Fraser   | Nicola Pietrangeli Orlando Sirola | 3-6 2-6 12-14         |
| 1960 | Campeonato Australiano | Neale Fraser   | Rod Laver Robert Mark             | 6-1 2-6 4-6 4-6       |
| 1961 | Campeonato Australiano | Marty Mulligan | Rod Laver Robert Mark             | 3-6 5-7 6-3 11-9 2-6  |
| 1964 | Campeonato Australiano | Ken Fletcher   | Bob Hewitt Fred Stolle            | 4-6 5-7 6-3 6-4 12-14 |
| 1964 | Wimbledon              | Ken Fletcher   | Bob Hewitt Fred Stolle            | 5-7 9-11 4-6          |
| 1965 | Campeonato Australiano | Fred Stolle    | John Newcombe Tony Roche          | 6-3 6-4 11-13 3-6 4-6 |
| 1967 | Campeonato Francés     | Ken Fletcher   | John Newcombe Tony Roche          | 3-6 7-9 10-12         |
| 1967 | Wimbledon              | Ken Fletcher   | Bob Hewitt Frew McMillan          | 2-6 3-6 4-6           |
| 1968 | Campeonato Francés     | Rod Laver      | Ken Rosewall Fred Stolle          | 3-6 4-6 3-6           |
| 1969 | Roland Garros          | Rod Laver      | Ken Rosewall Tony Roche           | 6-4 1-6 6-3 4-6 4-6   |
| 1970 | US Open                | Rod Laver      | Pierre Barthes Nikola Pilić       | 3-6 6-7 6-4 6-7       |